# TransLink (Colombie-Britannique)
Pour les articles homonymes, voir TransLink.
La TransLink (formellement la South Coast British Columbia Transportation Authority) est la société de la Couronne qui exploite et dirige les transports en commun au Metro Vancouver, C.-B., Canada, à savoir le métro, le service d'autobus et les trains de banlieue. Elle partage aussi les responsabilités d'entretien du réseau des routes importantes et de promotion du cyclisme.

## Services de transport

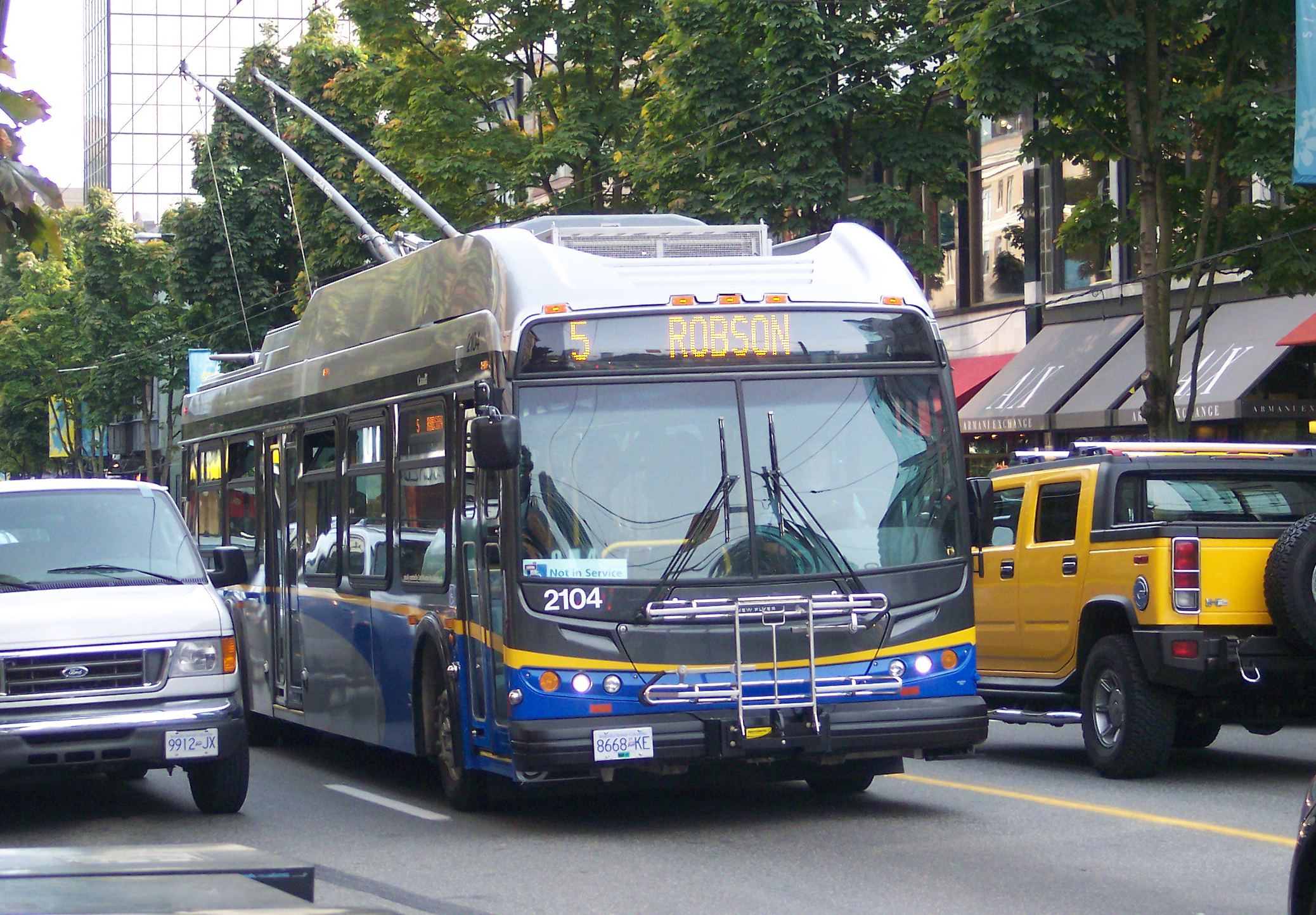
Un trolleybus de TransLink à Vancouver.

### Autobus
Les services d'autobus sont exploités par deux filiales de TransLink: Coast Mountain Bus Co. Ltd., qui exploite la majorité des services, et West Vancouver Municipal Transportation Department, qui exploite les services d'autobus à West Vancouver et à Lions Bay. Les horaires, les tarifs et les plans de services de ces filiales sont complètement intégrées avec les autres services de TransLink.

#### Blue Bus
Le nom Blue Buses (littéralement «Autobus bleus») parle des autobus que West Vancouver Municipal Transportation Department exploite. Les Blue Buses servent tous les routes aux intérieurs de West Vancouver et de Lions Bay. Ils servent aussi toutes les routes qui y arrivent et qui en partent. West Vancouver Municipal Transportation Department, qui exploite continuellement son système du transport en commun depuis sa fondation en 1912,, sauvegarde sa propre marque sous un contrat spécial avec TransLink parce que son histoire est plus longue que l'histoire de TransLink.

#### RapidBus
Les RapidBus (anciennement les «B-lignes» ; anglais : B-Lines) sont les bus à haut niveau de service de TransLink, qui traversent le long de certaines artères importantes dans la région. Les RapidBus sont exploitées avec les autobus articulés, mais il n'y a pas des voies séparées pour ces autobus.

### SkyTrain

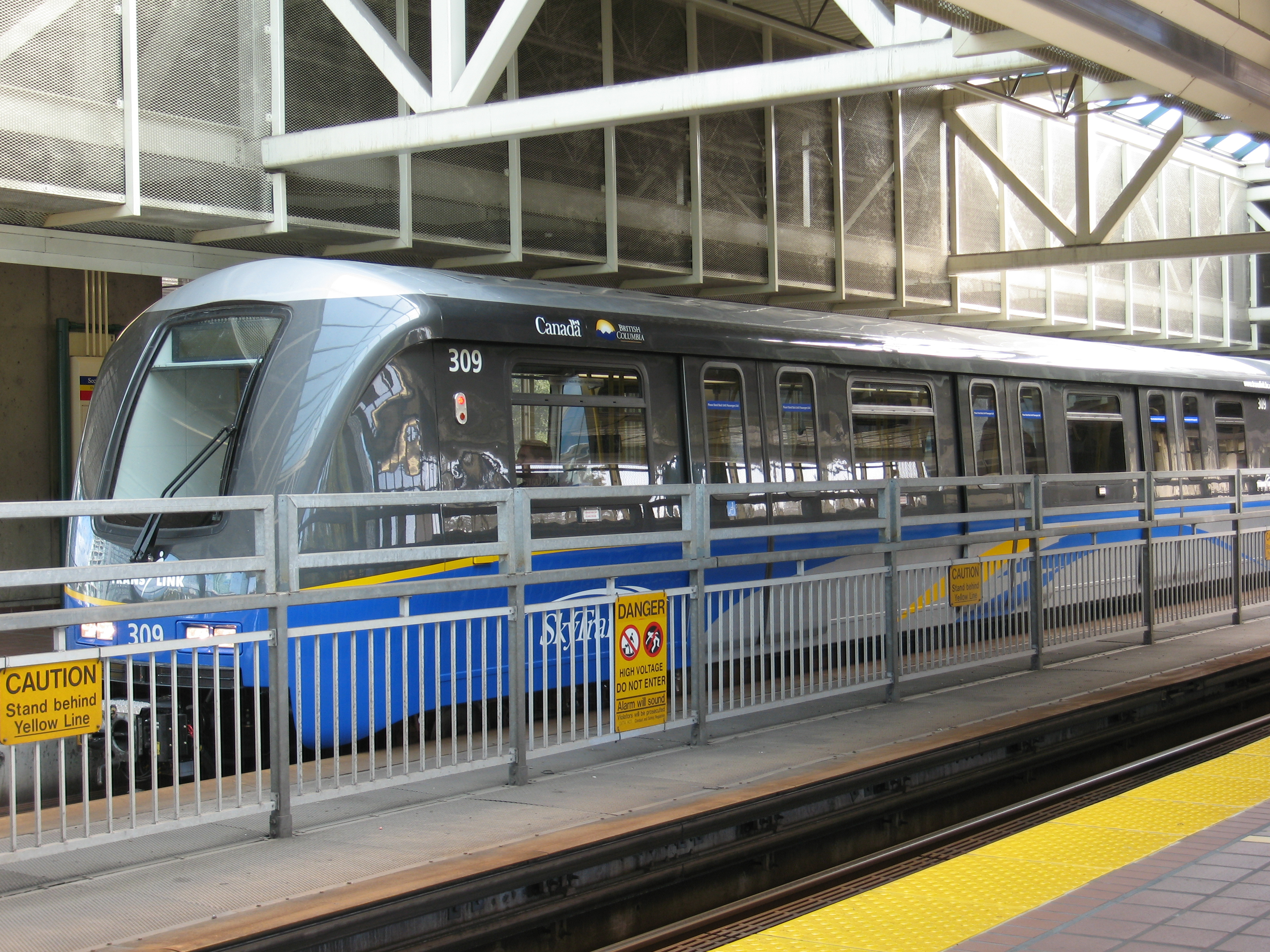
Rame MK II du SkyTrain de Vancouver.

La première ligne du SkyTrain fut construite en 1985 afin d'accueillir l'Expo de 1986. Aujourd'hui, le SkyTrain, le premier système de métro automatisé au Canada, est devenu une partie importante du transport en commun à Metro Vancouver et il est considéré le patrimoine le plus reconnaissable de l'Expo. Le SkyTrain est composé de trois lignes:
- Expo Line : Les trains de l'Expo Line voyagent entre Waterfront et King George ou entre Waterfront et Production Way—University.
- Millenium Line : Les trains de la Millenium Line voyagent entre VCC—Clark et Lafarge Lake—Douglas College.
- Canada Line : Les trains de la Canada Line voyagent entre Waterfront et YVR—Airport (l'Aéroport international de Vancouver) ou entre Waterfront et Richmond—Brighouse.

La Expo Line et la Millenium Line sont exploitées et entretenues par British Columbia Rapid Transit Co. Ltd., une filiale de TransLink. Le Canada Line est exploité et entretenu par Protrans BC, un concessionnaire fondé par SNC Lavalin.

### SeaBus

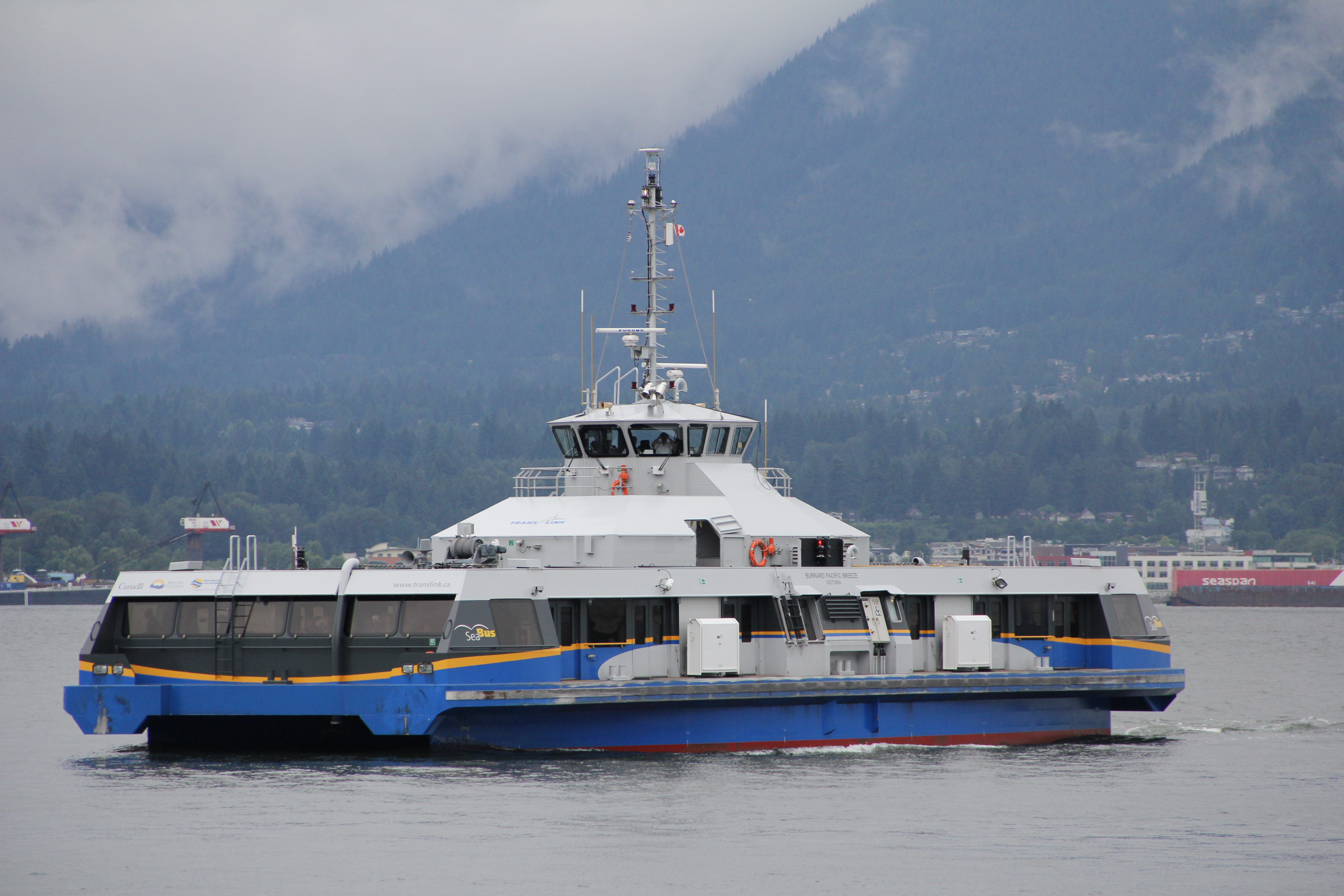
Le traversier MV Burrard Pacific Breeze, l'un des quatre SeaBus.

Le SeaBus est le service de traversiers traversant la Baie Burrard et voyageant entre la Gare de Vancouver—Waterfront et le Quai Lonsdale. Le SeaBus est aussi exploitée par Coast Mountain Bus Co. Ltd. et sa flotte est composé de quatre bateaux:
- MV Burrard Otter (Construit à Vancouver en 1976)
- MV Burrard Beaver (Construit à Victoria en 1976)
- MV Burrard Pacific Breeze (Construit à Vancouver et à Victoria en 2009[9])
- MV Burrard Otter II (Construit au Singapour en 2014[10])

### Traversier d'Albion
Le Traversier d'Albion fut un service de traversier entre Albion (en), un arrondissement de Maple Ridge, et Fort Langley, un arrondissement de Langley. Le service fut terminé après que le Pont Golden Ears fut mis en service.

### West Coast Express

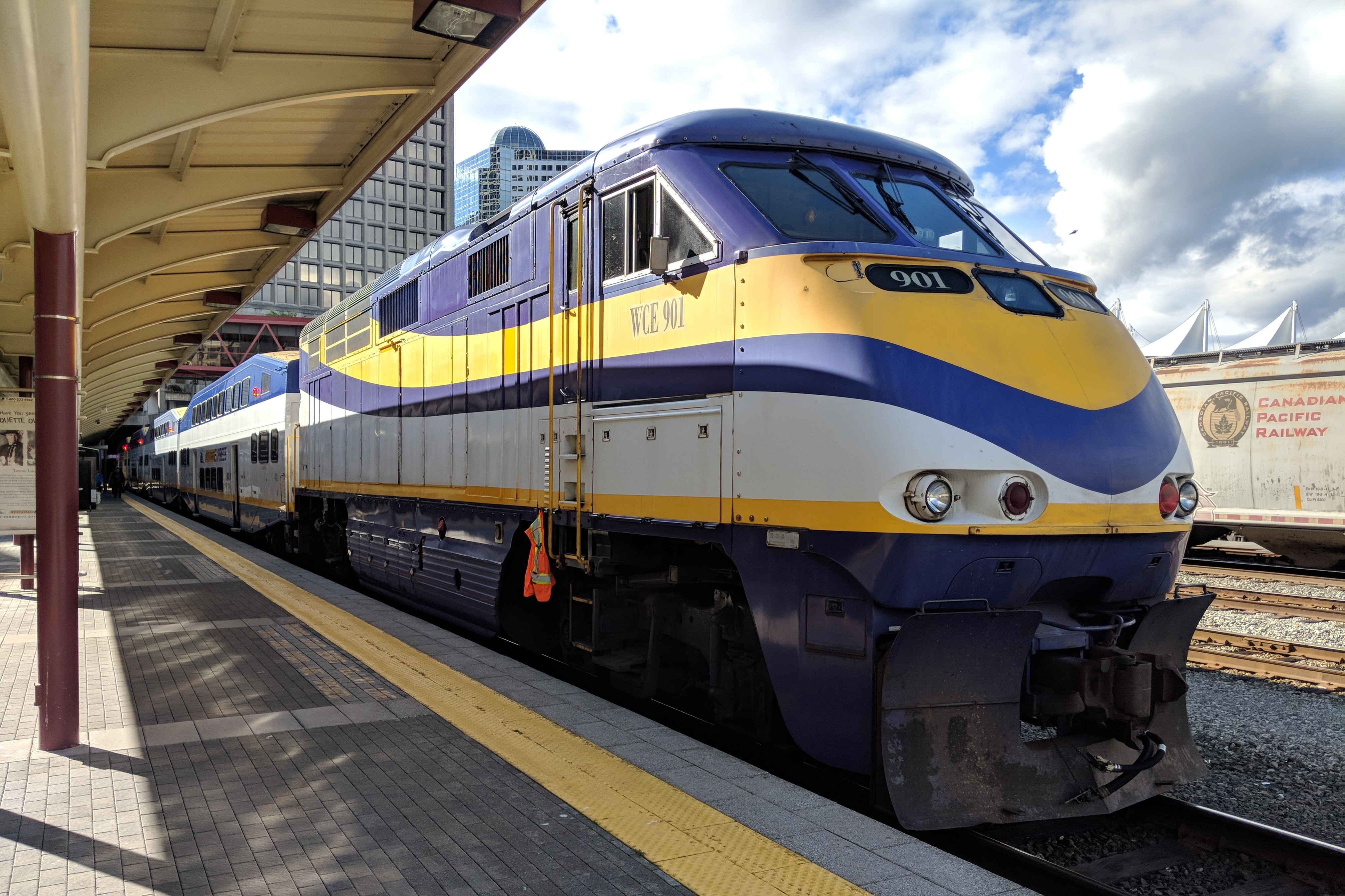
Train #901 du West Coast Express à la gare de Vancouver—Waterfront.

Le West Coast Express est un système de train à banlieue. Les trains relient la gare de Vancouver—Waterfront à la ville de Mission au District régional de Fraser Valley, en passant par Maple Ridge, Pitt Meadows, Port Coquitlam, Coquitlam et Port Moody. Le service est assuré du lundi au vendredi, avec cinq trains vers Vancouver le matin et cinq vers Mission l'après-midi. En dehors des heures de pointe, des autobus-voyageurs, appelés «TrainBus» affectuent la liaison entre Vancouver et Mission. Ni les trains ni les autobus-voyageurs ne sont en service en fins de semaines.
Le West Coast Express a son propre système tarifaire. Il faut donc acheter des billets spécifiques au west coast express afin de voyager par le West Coast Express.

## Recoupements avecBC Transit
- Ligne #21 «Aldergrove Connector»: Cette ligne, exploitée par Système du transport en commun de la Vallée du Fraser centrale (en), relie Abbotsford et Aldergrove, un arrondissement de Langley[14],[15]. Elle est la première ligne qui rebranche les services de BC Transit et les services de TransLink après 1999.
- Ligne #66 «Fraser Valley Express»: Cette ligne, exploitée par Système du transport en commun de Chilliwack/Agassiz-Harrison (en), effectue la liaison entre Aldergrove, Abbotsford et Chilliwack[16].
- Ligne 701: Depuis le 19 décembre 2016, cette ligne, exploitée par TransLink, reliera Coquitlam et Mission et remplacera les TrainsBus de West Coast Express[17].

## Réseau des grandes routes

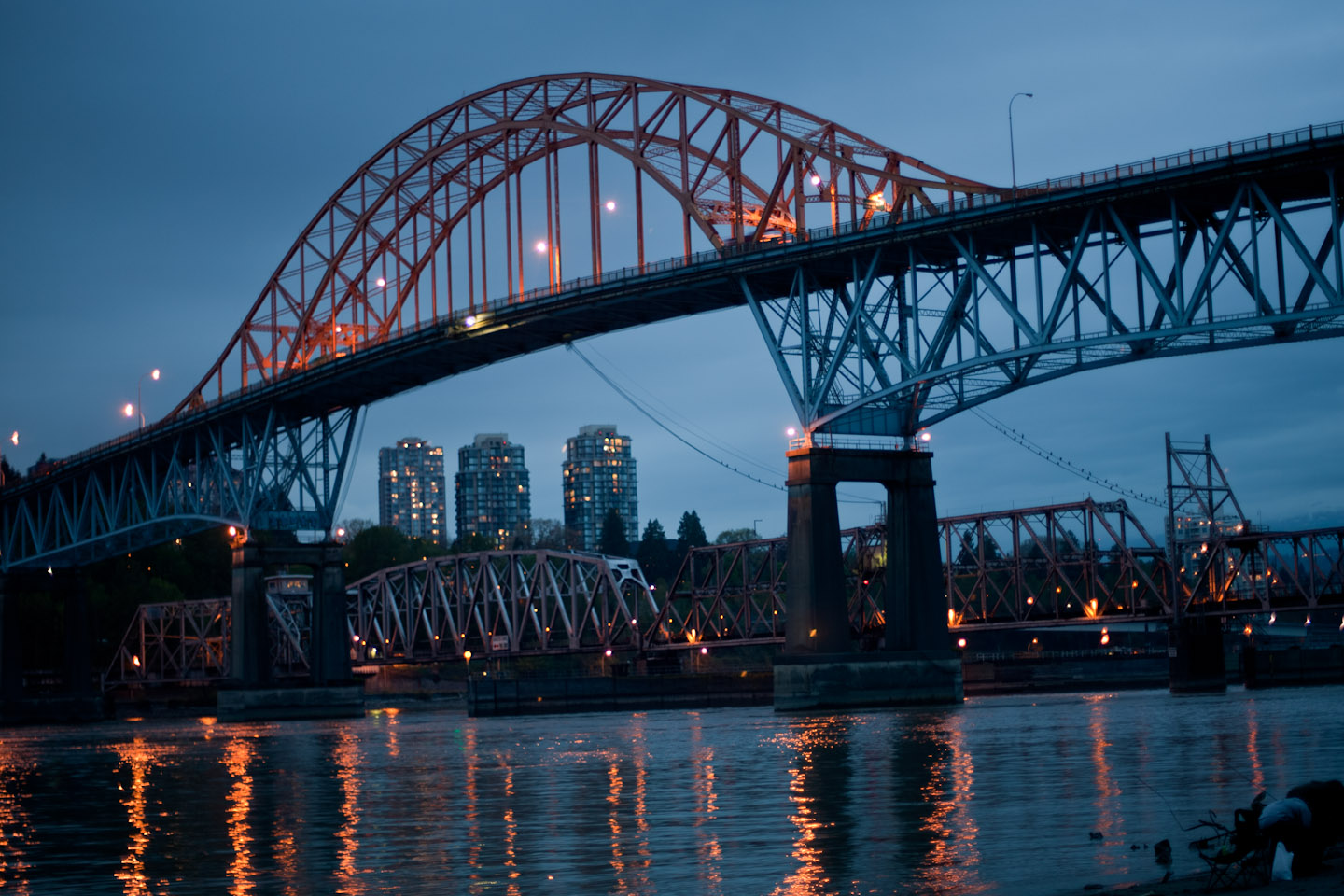
Pont Pattullo, propriétaire de TransLink.

À côté de diriger et d'exploiter les services du transport en commun, TransLink est aussi chargé de financer l'entretien et la revitalisation d'un «Réseau des grandes routes» (RGR; anglais : Major Road Network), qui est composé de la majorité des artères, qui sont propriétaires des gouvernements municipaux, et de plusieurs de ponts dans le Metro Vancouver. Les routes du RGR mesure au total plus de 600 km,.
Ces cinq ponts sont propriétaires de TransLink:
- Pont de la Rue Knight;
- Pont Pattullo;
- Pont Golden Ears;
- Pont de l'Île Westham;
- Pont des vélos et des piétons de la Canada Line.

## Sûreté

Blason du SPSCBCTA.

Fondé en décembre 2005, le Service de police de la South Coast British Columbia Transportation Authority est chargé d'assurer l'ordre et la sécurité dans le système du transport en commun de TransLink. Comme les autres agents policiers assermentés à la Colombie-Britannique, les agents assermentés du Service de police de la SCBCTA ont le pouvoir de détenir ou d'arrêter des suspects. Cependant, la juridiction du Service de police de la SCBCTA ne se limite pas à l'intérieur des propriétés de TransLink et ses agents peuvent être envoyés à enquêter sur des crimes à l'extérieur des propriétés de TransLink.
À côté des agents policiers, TransLink emploi aussi des agents de sûreté non armés. Les agents de ces deux entités ont le pouvoir:
- de demander aux passagers/passagères de démontrer leurs titres de transport;
- d'expulser les passagers/passagères qui ne démontrent pas leurs titres ou qui sont indiscipliné[e]s;
- d'émettre des contraventions.

Cependant, les agents de sûreté non armés ne peuvent détenir ou arrêter personne.

## Accessibilité
Metro Vancouver est le premier district régional canadien à avoir adopté une politique pour un transport en commun complètement accessible. Par conséquent, tous les autobus, tous les trains de SkyTrain et de West Coast Express et tous les traversiers de Seabus sont accessibles aux gens handicapés. 
La majorité des stations de SkyTrain sont accessibles. Cependant, après l'installation des portillons d'accès, des utilisateurs des fauteuils roulants et leurs défenseurs se sont plaint que les portillons sont trop mal conçus qui empêchent les utilisateurs des fauteuils roulants.

## Tarification

Carte des zones tarifaires de TransLink, à partir de 2016.

Les tarifs du SkyTrain, du SeaBus et des autobus sont complètement intégrés. Un billet donc autorise le titulaire à passer d'un service à un autre dans la limite de 90 minutes. En plus, un billet du West Coast Express permet au titulaire de passer d'un train du West Coast Express aux autobus de TransLink ou au SkyTrains avant qu'il expire.
En semaine, la période entre le début des services et 18h30 est classée les «heures de pointe». Pendant les heures de pointe, les passagers/passagères de SkyTrain ou de SeaBus doivent payer leur tarif selon combien de zones ils/elles traversent. Cependant, à partir du 5 octobre 2015, les passagers/passagères qui ne voyageant que par des autobus peuvent payer les tarifs d'une zone. Hors les heures de pointe, tous les passagers/passagères peuvent aussi payer les tarifs d'une zone pour voyager à travers toutes les zones.
Les trois stations du SkyTrain sur Sea Island sont situées dans une zone tarifaire spéciale. Un supplément de 5 $ (appelé «YVR AddFare») s'applique à chaque billet aller-simple de voyage par le SkyTrain au-delà de cette zone tarifaire spéciale,. Cependant, ce supplément ne s'applique pas aux titres de transport prépayés. D'un autre côté, voyager par le SkyTrain à l'intérieur de la zone tarifaire spéciale est gratuit.
Ci-dessous les grilles tarifaires à partir de 2016. Tous les montants sont en dollars canadiens :
| Titre de transport (Autobus, SkyTrain et SeaBus) | Titre de transport (Autobus, SkyTrain et SeaBus) | Une zone | Deux zones | Trois zones | Supplément YVR                                      |
| ------------------------------------------------ | ------------------------------------------------ | -------- | ---------- | ----------- | --------------------------------------------------- |
| Aller-simple                                     | Tarif ordinaire (si payé avec pièces de monnaie) | 2,75 $   | 4,00 $     | 5,50 $      | +5,00 $                                             |
| Aller-simple                                     | Tarif ordinaire (si payé avec Carte Compass)     | 2,10 $   | 3,15 $     | 4,20 $      | +5,00 $                                             |
| Aller-simple                                     | Tarif réduit                                     | 1,75 $   | 2,75 $     | 3,75 $      | +5,00 $                                             |
| 1 jour                                           | Tarif ordinaire                                  | 9,75 $   | 9,75 $     | 9,75 $      | +5,00 $ (Si acheté dans la zone tarifaire spéciale) |
| 1 jour                                           | Tarif réduit                                     | 7,50 $   | 7,50 $     | 7,50 $      | +5,00 $ (Si acheté dans la zone tarifaire spéciale) |
| Mensuel                                          | Tarif ordinaire                                  | 91,00 $  | 124,00 $   | 170,00 $    | Non applicable                                      |
| Mensuel                                          | Tarif réduit                                     | 52,00 $  | 52,00 $    | 52,00 $     | Non applicable                                      |

| Titre de transport (West Coast Express) | Titre de transport (West Coast Express)          | Arriver à / partir de Vancouver—Waterfront  | Arriver à / partir de Vancouver—Waterfront    | Arriver à / partir de Vancouver—Waterfront | Arriver aux / partir des autres stations | Arriver aux / partir des autres stations |
| Titre de transport (West Coast Express) | Titre de transport (West Coast Express)          | Zone 3: Port Moody Coquitlam Port Coquitlam | Zone 4: Pitt Meadows Maple Meadows Port Haney | Zone 5: Mission                            | Traverser 1 ou 2 zones                   | Traverser 3 zones                        |
| --------------------------------------- | ------------------------------------------------ | ------------------------------------------- | --------------------------------------------- | ------------------------------------------ | ---------------------------------------- | ---------------------------------------- |
| Aller-simple                            | Tarif ordinaire (si payé avec pièces de monnaie) | 7,25 $                                      | 9,00 $                                        | 12,25 $                                    | 5,50 $                                   | 7,25 $                                   |
| Aller-simple                            | Tarif ordinaire (si payé avec Carte Compass)     | 6,05 $                                      | 7,45 $                                        | 10,20 $                                    | 4,60 $                                   | 6,05 $                                   |
| Aller-simple                            | Tarif réduit (si payé avec pièces de monnaie)    | 4,25 $                                      | 5,50 $                                        | 7,50 $                                     | 3,25 $                                   | 4,25 $                                   |
| Aller-simple                            | Tarif réduit (si payé avec Carte Compass)        | 3,50 $                                      | 4,60 $                                        | 6,25 $                                     | 2,70 $                                   | 3,50 $                                   |
| Aller-retour                            | Tarif ordinaire                                  | 13,75 $                                     | 17,00 $                                       | 23,00 $                                    | 10,25 $                                  | 13,75 $                                  |
| Aller-retour                            | Tarif réduit                                     | 8,25 $                                      | 10,50 $                                       | 14,50 $                                    | 6,25 $                                   | 8,25 $                                   |
| 1 Jour                                  | Tarif ordinaire                                  | 13,00 $                                     | 16,25 $                                       | 22,00 $                                    | 10,00 $                                  | 13,00 $                                  |
| 1 Jour                                  | Tarif réduit                                     | 7,75 $                                      | 10,00 $                                       | 13,75 $                                    | 6,00 $                                   | 7,75 $                                   |
| Mensuel                                 | Tarif ordinaire                                  | 201,00 $                                    | 244,00 $                                      | 335,75 $                                   | 151,75 $                                 | 201,00 $                                 |
| Mensuel                                 | Tarif réduit                                     | 124,50 $                                    | 154,25 $                                      | 217,25 $                                   | 93,00 $                                  | 124,50 $                                 |
| Titulaire de la carte d’identité INCA   | Titulaire de la carte d’identité INCA            | Gratuit                                     | Gratuit                                       | Gratuit                                    | Gratuit                                  | Gratuit                                  |

Ces passagers/passagères bénéficient de tarifs réduits :
- Personnes âgées (de 65 ans et plus) ;
- Enfants (de 5 à 13 ans) ;
- Étudiants des écoles secondaires (de 14 à 19 ans) ;
- Personnes handicapées avec leurs HandyCards ;

Les enfants de moins de cinq ans peuvent voyager gratuitement s'ils sont accompagnés d'une adulte détenant un titre de transport valide, Cependant, un adulte ne peut qu'accompagner quatre enfants ou moins. Tous les autres passagers/passagères doivent payer les tarifs ordinaires.

### Carte Compass

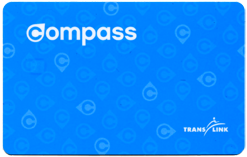
Le Carte Compass.

La Carte Compass (anglais : Compass Card) est une carte à puce rechargeable utilisée dans les transports en commun de TransLink, similaire à la Carte Opus. Les voyageurs/voyageuses peuvent acheter des titres de transport et les charger sur les Cartes Compass. Les voyageurs/voyageuses peuvent aussi enregistrer leur Carte Compass sur le site web de TransLink. En cas de perte ou de vol d'une Carte Compass enregistrée, son titulaire peut demander à TransLink de verrouiller la carte et son solde.

### U-Pass
L'U-Pass est un genre de titre de transport offerts exclusivement aux étudiant[e]s des instituts publics d'enseignement supérieur. Un U-Pass permet à son titulaire des voyages illimités par autobus, par SkyTrain et par SeaBus. Il lui permet aussi de payer les tarifs réduits du West Coast Express.
À partir de mai 2016, le frais mensuel d'un U-Pass est 39,50 $. Le frais deviendra 41 $ après avril 2017.
Voici une liste des universités/collèges publics, dont les étudiant[e]s ont le droit d'utiliser les U-Pass:
- Université de la Colombie-Britannique
- Université Simon Fraser
- Université Capilano (en)
- Collège Langara (en)
- Université Emily Carr de l'art et du stylisme
- Collège communautaire de Vancouver (en)
- Collège Douglas (en)
- Université polytechnique Kwantlen (en)
- Institut de technologie de la Colombie-Britannique

L'Institut de justice de la Colombie-Britannique (en) a le droit de s'inscrire mais il n'a pas fait sa demande d'adhésion.
À l'autre côte, BC Transit fournit aussi ses propres U-Pass étudiant[e]s des instituts publics d'enseignement supérieur à l'extérieur du Vancouver Metro. Cependant, les U-Pass de BC Transit ne sont pas acceptés par les services de TransLink et les U-Pass de TransLink ne sont pas acceptés par les services de BC Transit.

## Ponction fiscale
TransLink est autorisé par le gouvernement provincial de bénéficier des taxes municipales/régionales, par exemple : les taxes foncières, les taxes sur le carburant, etc..

## Structure administrative

La structure administrative de TransLink.

### Conseil des maires
Le Conseil des maires sur le transport régional se compose des 21 maires dans le Metro Vancouver, du chef de la Première nation de Tsawwassen (en) et d'un représentant du Circonscription électorale A (en). Les pouvoirs et les devoirs du conseil des maires incluent :
- Nommer le président et le vice-président du conseil de maires ;
- Nommer sept membres du conseil d'administration parmi les candidats qui sont approuvé[e]s par le panel de filtrage ;
- Approuver/Rejeter des stratégies du transport à long terme (30 années ou plus), des plans décenniels d'investissement dans le transport, etc. ;
- Approuver/Rejeter des augmentations temporaires de tarif ;
- Approuver/Rejeter des changements des dédommagements des directeurs de TransLink ;
- Surveiller la vente des établissements importants et des effets importants.

### Panel de filtrage
Quand le mandat d'un membre du conseil d'administration va expirer à bientôt, un panel de filtrage cherche des candidats afin de remplacer le membre partant. Les 5 membres du panel de filtrage sont nommés annuellement et chaque de ces organisations ci-dessous a le droit de nommer un membre du panel de filtrage:
- Greater Vancouver Gateway Society (organisation des fournisseurs des services du transport au Metro Vancouver);
- Organisation des comptables professionnels agréés de la Colombie-Britannique;
- Conseil des maires sur le transport régional;
- Ministère responsable pour TransLink;
- Chambre de commerce du Grand Vancouver.

### Conseil d'administration
Le Conseil des maires sur le transport régional se compose de 7 membres nommés par le conseil des maires et deux membres nommés par le gouvernement provincial. Le président et le vice-président du conseil des maires peuvent aussi choisir à devenir un membre du conseil d'administration. Les pouvoirs et les devoirs du conseil d'administration incluent:
- Nommer le président et le vice-président du conseil d'administration et le directeur général de TransLink ;
- Surveiller la gestion de TransLink ;
- Fournir des stratégies du transport à long terme, des plans décenniels d'investissement dans le transport, etc., au conseil des maires et demander sa permission ;
- Publier les rapports annuels et accueillir les assemblées générales publiques annuelles ;
- Établir/fusionner/fermer des filiales et nommer les membres de leurs conseils d'administration.

### Directeur général
Le directeur général de TransLink, nommé par le conseil d'administration, est responsable de la gestion quotidienne de TransLink.

### Ministère responsable pour TransLink
Le Ministère responsable pour TransLink, qui est aussi un[e] député[e] à l'Assemblée législative de la Colombie-Britannique, est nommé par le Premier ministre de la Colombie-Britannique.

## Histoire

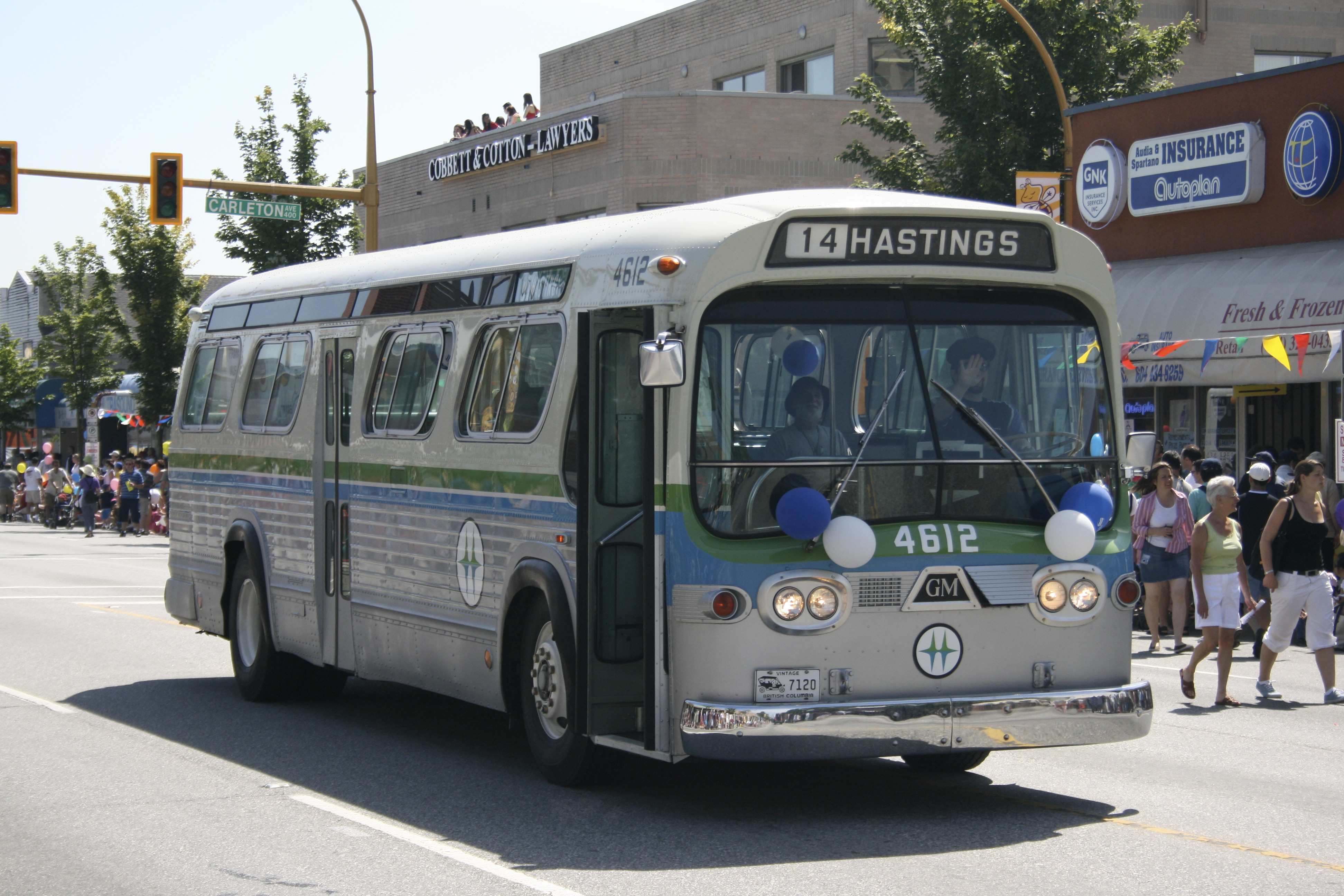
Un autobus avec le schéma de couleurs des années 1960 pendant un défilé à Burnaby en 2007.

Le transport en commun dans la métropole de Vancouver fut dirigé et exploité par une société privée British Columbia Electric Railway (littérairement «(Société des) Chemins ferroviaires électriques de la Colombie-Britannique») pendant la première moitié de la XXe siècle. Depuis 1950, avec la popularisation des automobiles, les chemins ferroviaires des tramways furent démolis, mais les trolleybus sont préservés.
En 1961, le gouvernement de la Colombie-Britannique, sous la direction de W. A. C. Bennett le premier ministre, a acheté British Columbia Electric Railway. En 1962, le gouvernement a fusionné British Columbia Electric Railway vers BC Hydro, qui est désormais devenu le dirigeant des transports en commun à Victoria et à Vancouver.
Pendant les années 1960, les gouvernements municipaux et le gouvernement provincial ont fait des recherches sur un projet de construire un réseau des autoroutes qui auront traversé les cités. Cependant, beaucoup des résident[e]s, qui habitaient le long des autoroutes proposées, ont opposé fortement la construction des autoroutes. Leur opposition a causé finalement l'annulation du projet d'autoroutes. En 1975, dans un rapport de recherche "The Livable Region 1976/1986" (littéralement «La région pour vivre 1976/1986»), le District régional du Grand Vancouver a décidé à construire un «système du transport orienté vers le transport en commun». Ce rapport a marqué pratiquement la fin du réseau des autoroutes proposé.
En 1979, le gouvernement provincial a créé une nouvelle société de la Couronne, l'Urban Transit Authority (UTC), qui a pris à sa charge désormais l'autorité sur les transports en commun aux 13 cités dans la province. En 1980, avec la permission du gouvernement provincial, l'Urban Transit Authority a pris à sa charge aussi l'autorité sur les transports en commun à Victoria et à Vancouver, mais le système du transport en commun était exploité et dirigé par Metro Transit Operating Company sour un contrat avec l'UTC. En 1982, l'Urban Transit Authority fut renommé BC Transit.
Au début des années 1990, le District régional du Grand Vancouver (DRGV) avait besoin d'une croissance substantiellement plus grande du transport en commun afin de rendre la région moins dépendant des véhicules aux seuls occupants. Cependant, cette croissance a dépassé de loin le niveau de croissance que BC Transit pouvait fournir. Donc, en 1998, après une année des négociations entre BC Transit et le DRGV, l'Assemblée législative de la Colombie-Britannique a créé une société séparée, la Greater Vancouver Transportation Authority, par adopter un projet de loi,. En 1999, l'autorité sur le transport en commun à Vancouver fut transférée officiellement de BC Transit à Greater Vancouver Transportation Authority. Dans la même année, la Greater Vancouver Transportation Authority a adopté le nom de marque «TransLink». En 2007, la Greater Vancouver Transportation Authority fut renommé la South Coast British Columbia Transportation Authority.

### Plébiscite de 2015
En 2015, le DRGV a organisé un plébiscite sur une proposition d'une nouvelle taxe de vente de 0,5%, appelée «Metro Vancouver Congestion Improvement Tax». Le plébiscite fut organisé pour collecter des fonds pour fournir exclusivement les améliorations du transport en commun au Metro Vancouver. Les électeurs admissibles furent appelés à voter par bulletin de vote postal du mars au juillet.
À la fin du plébiscite, Elections BC a reçu 759 696 votes admissibles parmi les 1 562 386 électeurs admissibles,. Le « non » a emporté le plébiscite avec 61,68 % des suffrages contre 38,32 % pour le « oui »,. Après le plébiscite, plusieurs directeurs de TransLink furent relevés de leurs fonctions.